# Corbières (góry)
Corbières (fr. massif des Corbières) – masyw górski w południowej Francji, stanowi przedgórze Pirenejów. Położony jest prawie w całości na terenie departamentu Aude, tylko jego niewielka część znajduje się w departamencie Pireneje Wschodnie. Najwyższym wzniesieniem masywu jest szczyt Pic de Bugarach (1230 m n.p.m.). 

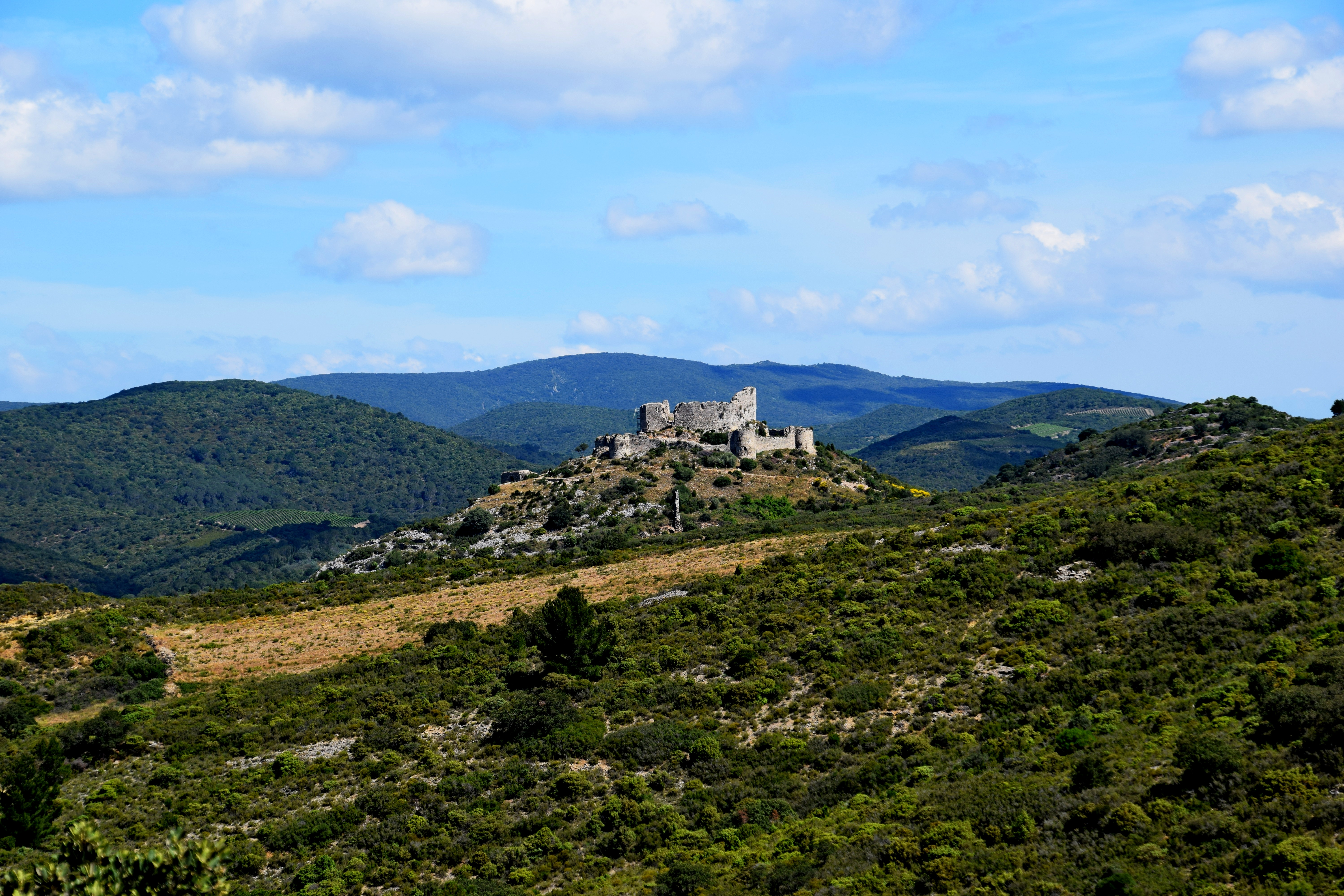
zamek Aguilar wśród wzniesień masywu Corbières

Masyw Corbières od zachodu i północy ograniczony jest przez dolinę rzeki Aude, od południa przez doliny rzek Boulzane, Maury i Agly, natomiast od wschodu przez Morze Śródziemne i jeziora przybrzeżne jakie jak Étang de Leucate czy Étang de Bages-Sigean. Na północny wschód od masywu usytuowany jest Massif de la Clape. Północno-wschodnia część Corbières znajduje się na terenie Parku Regionalnego Narbonnaise en Méditerranée. Obszar masywu w większości pokrywa się z regionem winiarskim o tej samej nazwie.